# Болевой порог
Болевой порог — уровень раздражения, причиняемого нервной системе, при котором человек чувствует боль. Болевой порог у разных людей разный; один и тот же уровень раздражения может выразиться как в незначительной, так и в сильной боли для разных людей. Если при слабом воздействии человеку уже больно, то у него низкий болевой порог; если же воздействие, причиняющее боль, должно быть сильное, то болевой порог высокий.
В психофизике за порог боли принимают минимальную мощность стимула, который в 50 % предъявлений вызывает боль. Однако следует иметь в виду, что повторяющаяся стимуляция приводит к изменению порога боли, кроме того, физические единицы, характеризующие раздражение, не адекватны для измерения субъективных болевых ощущений.
Понятие уровня (порога) переносимости боли определяется как наибольшая сила боли, которую субъект готов переносить в данных конкретных условиях.
Ни порог боли, ни уровень её переносимости не могут определяться параметрами внешних воздействий, которые вызывают боль. Однако практически именно в этих параметрах они и определяются.
Кроме того, различия в порогах боли обусловлены особенностями актуального патологического процесса.
Болевая чувствительность представляет собой важнейший параметр, определяющий основные свойства личности и психосоматические отношения человека, служит информативным показателем адекватности и эффективности его биологической и социальной адаптации, состояния здоровья и болезни. Например, обследование лиц, предпринимавших суицидальные попытки, показало, что у них повышен уровень переносимости боли.
Болевая чувствительность тесно связана с индивидуальными психологическими особенностями каждого человека как отдельно взятой личности.
Стенические эмоции, связанные с агрессивной мотивацией, сопровождаются повышением порога боли. Астенические эмоции (страх, беззащитность), сопровождающие стратегию пассивной адаптации и прекращение текущей деятельности, развиваются на фоне снижения порога боли.
В зависимости от особенностей восприятия боли природа разделила людей на 4 так называемых ноцицептивных, или болевых типа. Узнать, к какому из них принадлежит тот или иной человек, медикам помогает специальный измеритель боли — алгезиметр.